# Сяку (міра)
Шяку, варіант транслітерації сяку (яп. 【尺】, しゃく) — японська міра вимірювання довжини. Дорівнює 10/33 м (30,3 см, 303,030 мм). Приблизно відповідає британському футу або українській стопі.
- 1 шяку = 10 сунів = 0,1 джьо ≈ 30,3 см[1].

## Історія
Величина шяку різниться в залежності від епохи.
- VIII століття, період Нара:
«великий шяку» (【大尺】) = 35,6 см; згодом називався «китайський великий шяку» (【唐大尺】)
«малий шяку» (【小尺】) = 29,6 см; згодом — «китайський малий шяку» (【唐小尺】)

На основі «великого» у середньовіччі з'явився також новий «кривий сяку» (【曲尺】, кане-джяку).
- XVII — XIX століття, період Едо.
«шяку року Кьохо» (【享保】, кьохо-шяку) = 30,363 см; інша назва — «бамбуковий шяку»;
«шяку Маташіро» (【又四郎尺】, маташіро-шяку) = 30,258 см; інша назва —"залізний шяку";
«китовий шяку» (【鯨尺】, куджіра-джяку) = 37,9 см; дорівнює 1,25 «кривого шяку»;
«одяговий шяку» (【呉服尺】, ґофуку-шяку) = 36,4 см; дорівнює 1,2 «кривого шяку».

У середині XIX століття використання усіх шяку окрім «кривого» та «китового» було заборонено урядом.
Після впроваження метричної системи були визначені величини цих двох шяку. У 1891 році величина «кривого сяку» склала 30,3 см, а «китового» — 37,9 см. Основним шяку було визнано «кривий».
У 1958 році японський уряд остаточно перейшов на метричну систему, у зв'язку з чим «шяку» перестали офіційно використовувати як міру для вимірювання довжини.

## Таблиці
|        | Метр       | Морська миля | Ярд       | Чейн       | Миля         | Шяку        | Кен        | Чьо         | Рі            |
| ------ | ---------- | ------------ | --------- | ---------- | ------------ | ----------- | ---------- | ----------- | ------------- |
| 1 м    | = 1        | ≈ 0.00053996 | ≈ 1.0936  | ≈ 0.049710 | ≈ 0.00062137 | = 3.3       | = 0.55     | ≈ 0.0091667 | ≈ 0.00025463  |
| 1 М    | = 1852     | = 1          | ≈ 2025.4  | ≈ 92.062   | ≈ 1.1508     | = 6111.6    | = 1018.6   | ≈ 16.9767   | ≈ 0.47157     |
| 1 ярд  | = 0.9144   | ≈ 0.00049374 | = 1       | ≈ 0.045455 | ≈ 0.00056818 | = 3.01752   | = 0.50292  | ≈ 0.0083820 | ≈ 0.00023283  |
| 1 чейн | = 20.1168  | ≈ 0.010862   | = 22      | = 1        | = 0.0125     | = 66.38544  | = 11.06424 | ≈ 0.18440   | ≈ 0.0051223   |
| 1 миля | = 1609.344 | ≈ 0.86898    | = 1760    | = 80       | = 1          | = 5310.8352 | = 885.1392 | ≈ 14.752    | ≈ 0.40979     |
| 1 шяку | ≈ 0.30303  | ≈ 0.00016362 | ≈ 0.33140 | ≈ 0.015064 | ≈ 0.00018829 | = 1         | ≈ 0.16667  | ≈ 0.0027778 | ≈ 0.000077160 |
| 1 кен  | ≈ 1.8182   | ≈ 0.00098174 | ≈ 1.9884  | ≈ 0.090381 | ≈ 0.0011298  | = 6         | = 1        | ≈ 0.016667  | ≈ 0.00046296  |
| 1 чьо  | ≈ 109.09   | ≈ 0.058904   | ≈ 119.30  | ≈ 5.4229   | ≈ 0.067786   | = 360       | = 60       | = 1         | ≈ 0.027778    |
| 1 рі   | ≈ 3927.2   | ≈ 2.1206     | ≈ 4294.9  | ≈ 195.22   | ≈ 2.4403     | = 12960     | = 2160     | = 36        | = 1           |

- 1 шяку = 30,3 см
- 2 шяку = 60,61 см
- 3 шяку = 90,91 см
- 4 шяку = 121,2 см
- 5 шяку = 151,5 см
- 6 шяку = 181,8 см
- 7 шяку = 212,2 см
- 8 шяку = 242,4 см
- 9 шяку = 272,7 см
- 10 шяку = 303 см